# RQ-20 Puma
RQ-20 Puma (укр. «Пу́ма»)  — легкий безпілотний літальний апарат, створений американською компанією AeroVironment (перший політ — 2007 рік). Проєкт було реалізовано на базі FQM-151 Pointer з використанням напрацювань по БПЛА RQ-11 Raven.
Є найбільшим представником родини Small Unit Remote Scouting System (SURSS), що також включає RQ-11 Raven і RQ-12 Wasp IV.

## Конфігурація
Кожна військова система RQ-20A має три льотних засоби і дві наземні станції. Puma AE може використовуватись за суворих погодних умов, які покривають температуру в проміжку від -29 до 49 °C , швидкість вітру до 46 км/г і 2,5 см дощу за годину.

## Конструктивні особливості
Це невеликий літак-розвідник, який можна запустити прямо з руки. Літак здатний літати під управлінням оператора або орієнтуючись самостійно з використанням GPS-навігації. Тривалість польоту БЛА зросла більше ніж удвічі в порівнянні з попередниками. А в рамках реалізації експериментальної програми ВПС США зі створення нових джерел живлення для безпілотних апаратів він і зовсім показав рекордну для свого класу тривалість польоту понад 9 годин. На борту безпілотник може нести чотири камери спостереження, з яких дві камери — оптичні і дві камери, що працюють в інфрачервоному діапазоні.
БПЛА «Puma» спроєктований таким чином, що його підготовка до роботи займає лише декілька хвилин, а запуск проводиться за допомогою кидка рукою. Великий розмах крил і продумана конструкція дозволяють цьому апарату з пропелером у носовій частині злітати навіть за повної відсутності вітру.
Конструкція «Puma» така, що електричний мотор, бортовий контролер та інші елементи можна швидко замінити в польових умовах. Це є важливим в умовах проведення військових операцій.

## Модифікації
Крім базового варіанту БПЛА, компанія «AeroVironment» розробила також його модернізовану версію. Оновлений варіант БПЛА отримав найменування RQ-20A Puma AE. Він призначений для ведення сухопутної та морської розвідки. Безпілотник обладнаний водонепроникним комплектом стабілізованих електрооптичних та інфрачервоних камер із високою роздільною здатністю і може виконувати посадку в режимі, близькому до вертикального, як на земну поверхню, так і на воду. Запуск апарата проводиться з руки. Керування здійснюється за допомогою стандартних портативних пультів.
У липні 2008 року Командування спеціальних операцій США підписало контракт з компанією «AeroVironment» на поставку таких всепогодних систем. У 2012 році Корпус морської піхоти США отримав перші безпілотні апарати цієї моделі.
У 2013 році компанія «AeroVironment» представила експериментальну версію безпілотного літального апарата «Puma», що отримує енергію від сонячних панелей. У прототипі «Puma» для перетворення сонячної енергії використані пропрієтарні ультратонкі сонячні панелі «Alta Devices», які дозволили досягти оптимального балансу між масою ЛА та ефективністю генерації енергії. Дрон важить приблизно 5,9 кг, завдяки чому транспортувати його з місця на місце може одна людина.
Випробування показали, що тривалість безперервного польоту з використанням сонячної енергії може перевищувати 9 годин. Завдяки цьому, на думку розробників, БПЛА ідеально підходить для ведення розвідки і спостереження. Дрону не потрібна інфраструктура для запуску, а міцний вологозахищений корпус забезпечує високу надійність.
У 2013 році Федеральне управління цивільної авіації США (англ. FAA - Federal Aviation Administration) видало дозвіл на комерційну експлуатацію «Puma» в арктичній зоні. Випуск цих БПЛА у версії з сонячними батареями планувалось розпочати у 2014 році.

## Технічні характеристики модифікації RQ-20A
- Довжина: 1,4 м
- Розмах крил: 2,8 м
- Максимальна злітна маса: 5,9 кг (6,12 кг для версії AE)[7].
- Потужність двигуна: 1 к.с.
- Максимальна швидкість: 83 км/год
- Крейсерська швидкість: 37 км/год
- Радіус дії: 15 км
- Тривалість польоту: 2 год[8], у версії AE вона зросла до 3,5 год[7]

## Варіанти та модифікації
- RQ-20 Puma — базова модель, яку виготовляли, починаючи з 2007 року.
- RQ-20A Puma — військовий варіант базової моделі.
- RQ-20A Puma AE — модернізований варіант зі збільшеною у півтора рази тривалістю польоту.
- Solar Puma — конструкція, оснащена сонячними батареями.

## Оператори

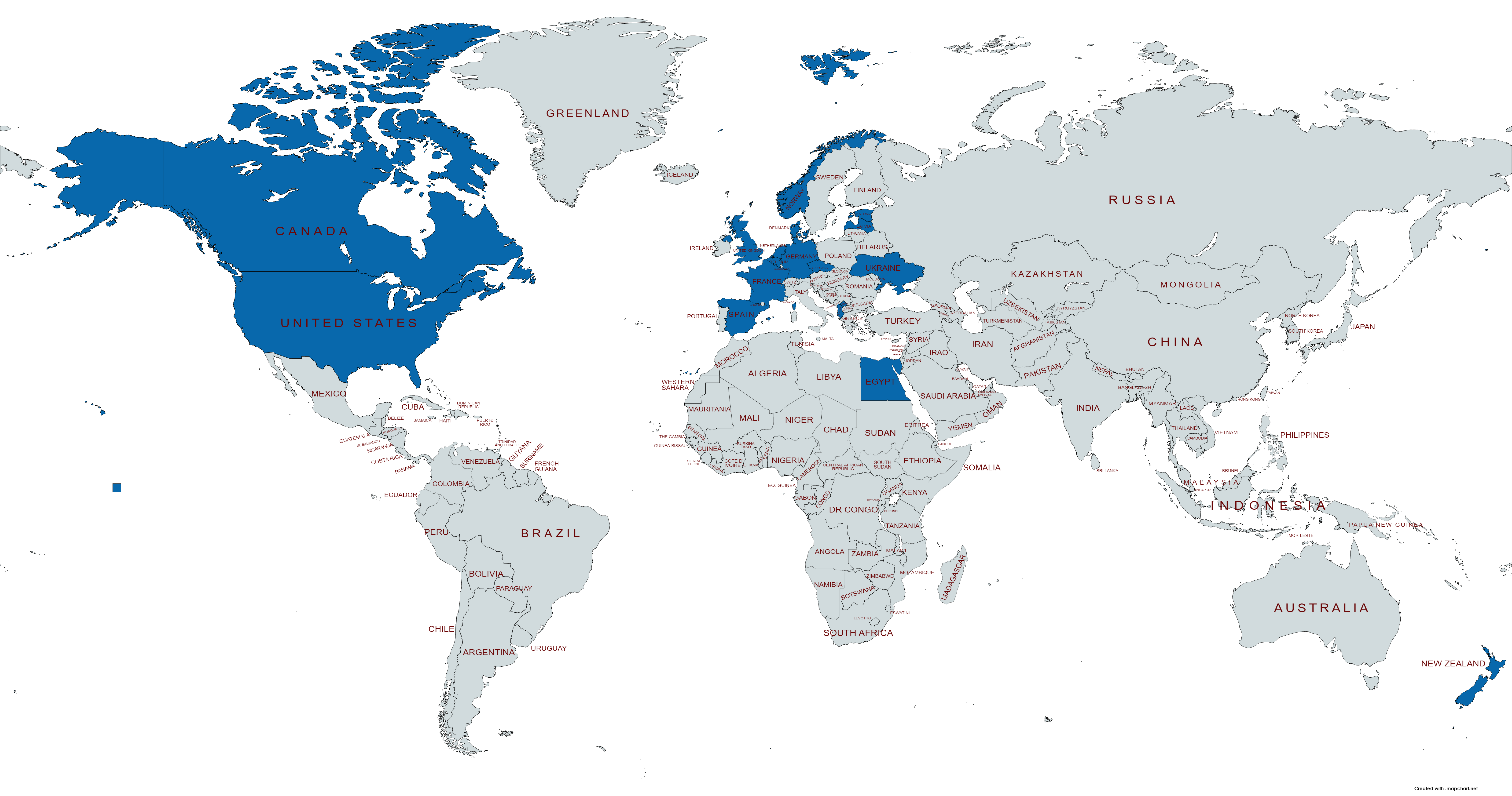
Мапа з користувачами RQ-20 показаними синім

- Албанія — 6 RQ-20B Puma Block AE були закуплені в 2020. Перша партія була передана на початку вересня 2021.[9][10]
- США — на озброєнні армії, морської піхоти та сил спеціального командування США.
- Естонія[11]
- Україна[12] — передаються з квітня в рамках військової допомоги під час російського вторгнення в 2022[13]. Відомо про застосування цих дронів у 148 ОАБр.[14]

## Галерея

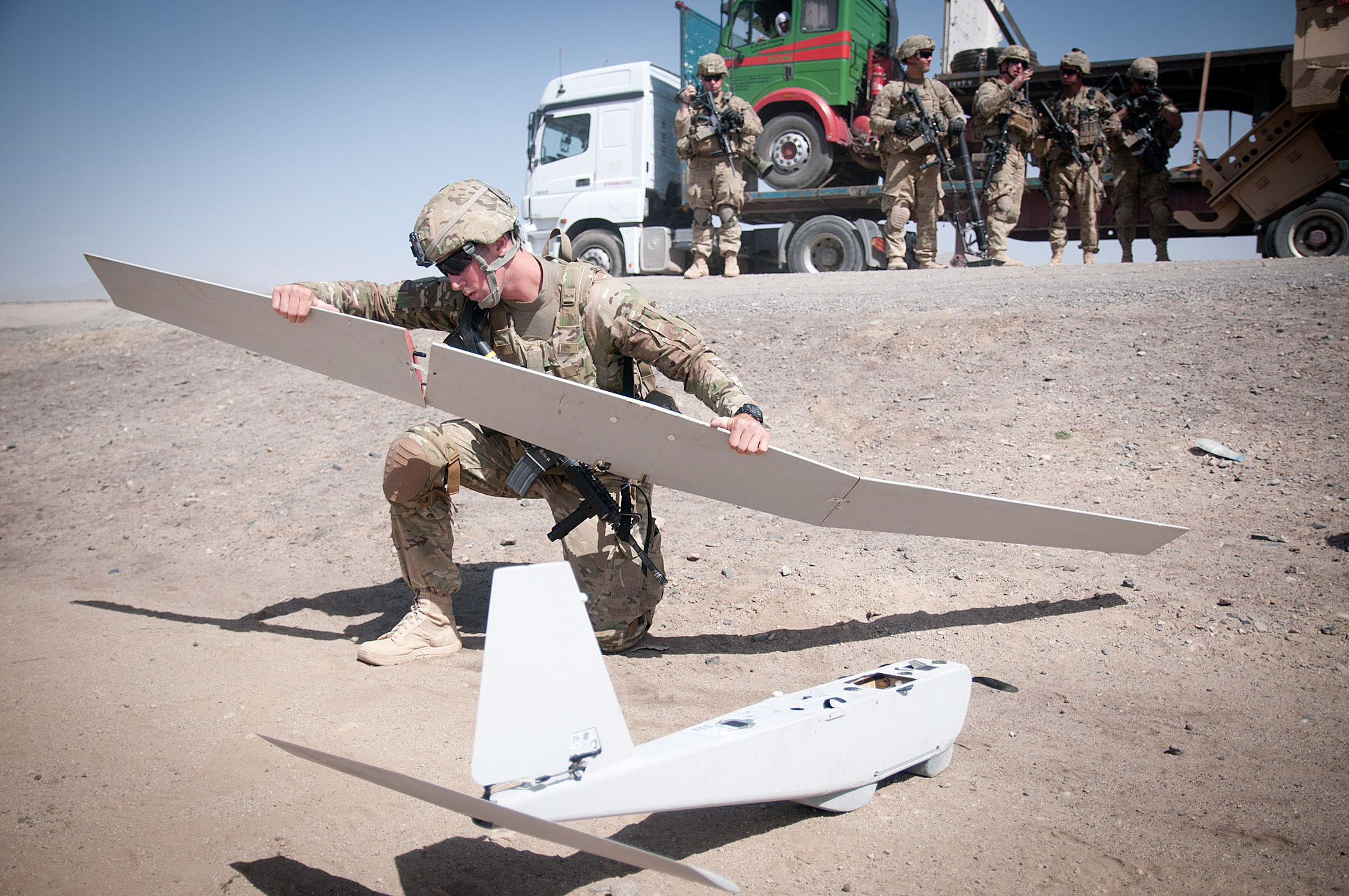
Збирання перед запуском в Афганістані, 2012
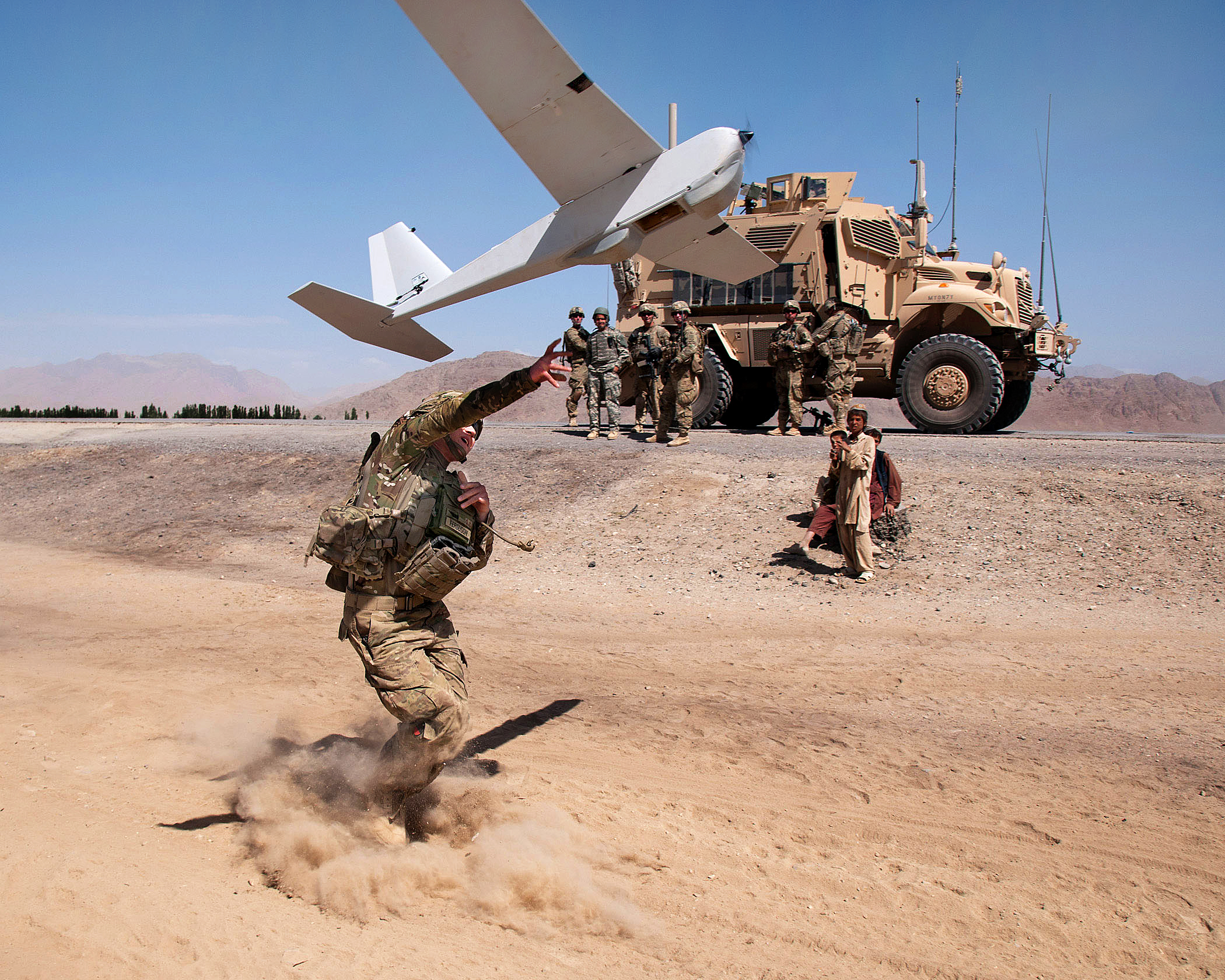
Запуск дрона в Афганістані, 2012